# محلة خزرج

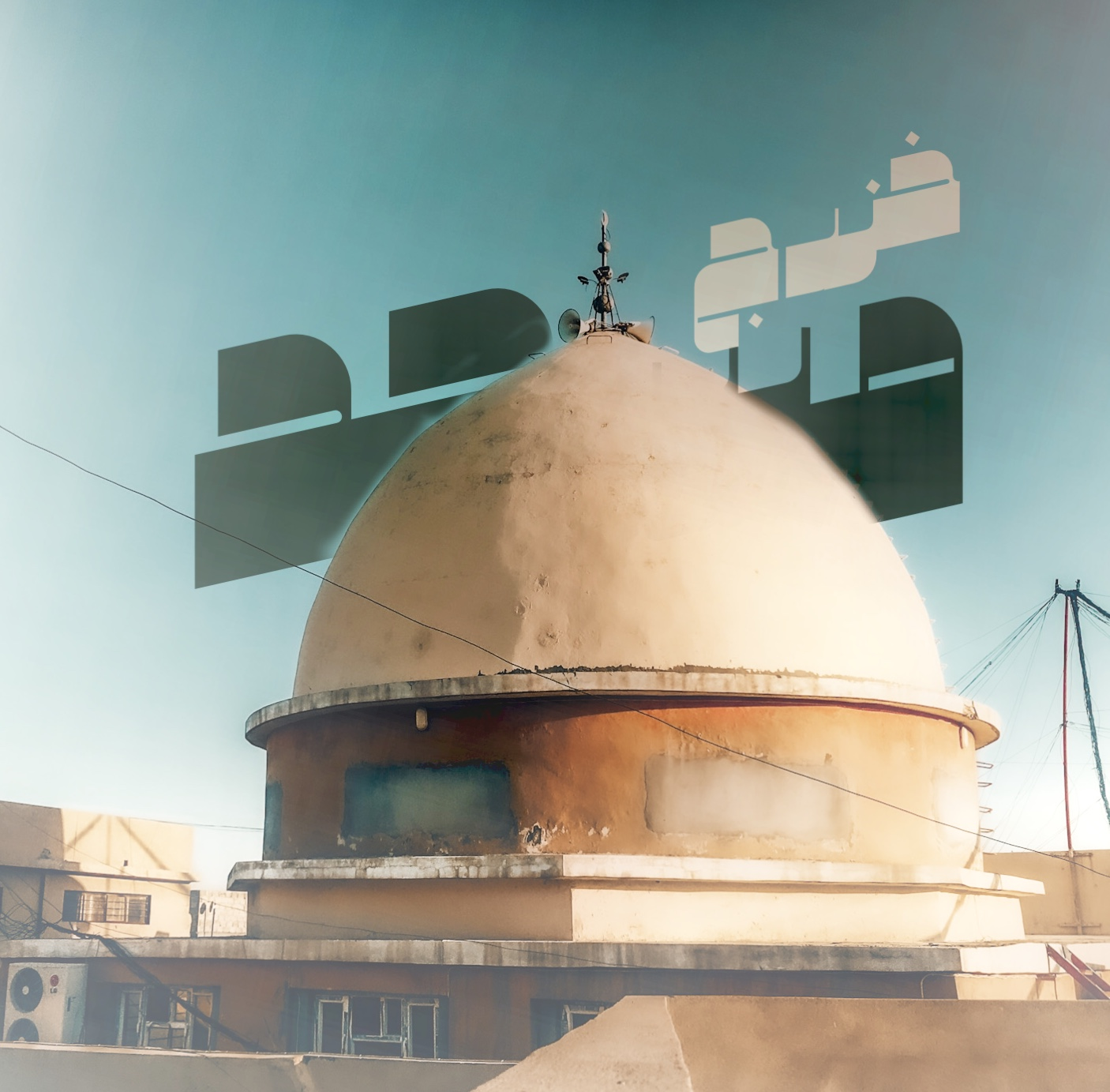
جامع خزرج

محلة خزرج أو محلة الخزرج حي من أحياء مدينة الموصل القديمة في العراق. يقع غرب المدينة القديمة، وهو من الأحياء الكبيرة مساحة نسبيًا. يسكنه خليط من المسيحيين والمسلمين، وفيه كاتدرائية مار توما. سمّي الحي نسبة إلى قبيلة الخزرج بعد أن سكنوها عقب فتح العراق.

## أصل التسمية
سميت المحلة نسبة إلى قبيلة خزرج التي سكنتها.

## التكوين السكاني
جاء في وصف المحلة:«تتميز منطقة خزرج بشكل عام ببساطة تركيبها السكاني. وفطرة ساكنيها. ورغم أن فيها بيوتات غنية وميسورة إلا أن الواقع المعاشي كان متوسطا. وأغلب سكان المنطقة من الكادحين والحرفيين، (وقد أخرجت المحلة) ضباط ومهندسين وأطباء وأساتذة وموظفين في مختلف المراتب والوظائف». وحول التعايش بين المسيحيين والمسلمين في الحي، كتب: «أن الواقع الديمغرافي لمحلة خزرج يشير إلى تجانس فريد بين العوائل من المسلمين والمسيحيين. وبيوتهم تتداخل بيوت بعض، فالزقاق الذي كنا نسكن فيه كانت جهته اليمنى بالكامل للمسيحيين يقابلهم في الجهة اليسرى دور المسلمين وكان الجميع يتعايشون دونما كلفة أو سلوك مصطنع ... ولعل أجمل الأيام والليالي لدى سكان المنطقة وصغارها بشكل خاص في تلك الأيام الطيبة هي (أعراس المسيحيين ) وليس غريبا أن تدخل إلى كنيسة مارتوما مثلا عندما يكون فيها (برّاخ) حتى تجد أن أغلب الحضور من المسلمين الذي جاؤا فرحين ومباركين للعروسين وأهلهما».

## معالم الحي

### الكنائس والجوامع
- كاتدرائية مار توما
- جامع خزرج

### المدارس
- مدرسة ابن حيان الابتدائية: «هذه المدرسة كانت في العهد الملكي مدرسة (فيصل الثاني الابتدائية) وبعد ثورة 14 تموز 1958 أصبحت مخزنا للكتب تابعا لمديرية معارف الموصل وقد أزيلت في السبعينات وبنيت بشكلها الحالي».[3]
- مدرسة الأرثذوكس الأبتدائية للبنات.

## الحرف والصناعات
كانت المحلة في مطلع ثمانينيات القرن العشرين تحتوي على ثلاثة مخابز، وعدد من النجارين. وتشتهر كذلك بعمل سكاير «العرب». وذكر الحلو فيما يتعلق بالصناعات، فإن «الطابع العام لمهن المسيحيين في خزرج هو البناء ونقر (الفغش والحلان) وتقطيعه وصناعة الأباريز والنقوش الجميلة عليه. أو في النجارة. أما مهن المسلمين فكانت متنوعة ويغلب عليها (الصنعة والكار).»